# Zařizovací předmět
Zařizovací předmět je účelné příslušenství obytných i provozních budov, které slouží k úkonům za použití vody. Především jsou zařizovací předměty používány při osobní hygieně a udržování čistoty v budově. Do zařizovacího předmětu přichází voda čistá ať už pitná či užitková a z něj odchází voda odpadní.

## Druhy zařizovacích předmětů

### Koupelna
Nejtypičtějším zařizovacím předmětem v koupelně je umyvadlo a vana. Dalšími zařizovacími předměty které mohou být umístěny jsou záchod, bidet nebo výlevka.

### Kuchyně
V kuchyni se používá jako zařizovací předmět dřez.